# قیراق‌تپه
قیراق تپه مربوط به سده‌های اولیه دوران‌های تاریخی پس از اسلام است و در شهرستان گرمی، بخش مرکزی، دهستان اجارودشمالی، روستای امراهلی واقع شده و این اثر در تاریخ ۱۲ شهریور ۱۳۸۶ با شمارهٔ ثبت ۱۹۴۳۹ به‌عنوان یکی از آثار ملی ایران به ثبت رسیده است.